# 구즈 요시히사
구즈 요시히사(葛生能世, 葛生能久)는 일본의 우익이다. 도야마 미쓰루의 제자. 지바현 출신.